# Hotot-en-Auge
Hotot-en-Auge är en kommun i departementet Calvados i regionen Normandie i norra Frankrike. Kommunen ligger i kantonen Cambremer som ligger i arrondissementet Lisieux. År 2022 hade Hotot-en-Auge 291 invånare.

## Befolkningsutveckling
Antalet invånare i kommunen Hotot-en-Auge
Referens: INSEE